# René Cuzacq
Pour les articles homonymes, voir Cuzacq.
René Cuzacq, né le 27 août 1901 à Marpaps et mort le 25 avril 1977 à Dax, est un enseignant, historien et géographe français.

## Biographie
René Cuzacq naît le 27 août 1901 à Marpaps, dans les Landes. Il est le petit-neveu du géomètre et historien Pierre Cuzacq. Il étudie au lycée Victor-Duruy de Mont-de-Marsan puis à la faculté de lettres de Bordeaux. Il obtient l’agrégation d'histoire et géographie en 1924. Il enseigne au lycée de Périgueux, passe son service militaire puis est muté à sa demande au lycée de Bayonne en 1927. Il est membre de la Société de Borda et, parlant gascon, de l’Académie gasconne de Bayonne. Il part à la retraite prématurément pour raisons de santé et il se retire à Bayonne de 1955 à 1975, puis à Dax à partir de 1975. Il y meurt le 25 avril 1977.

## Travaux
Il s’intéresse à l’histoire et à la géographie des Landes et du Pays basque, au sujet desquelles il est l’auteur de nombreux ouvrages et de centaines d’articles. Il rédige lui même dix catalogues bibliographiques de son œuvre entre 1938 et 1970. Il est lauréat de l’Institut de France en 1958 pour l’ensemble de son œuvre. Ses deux sujets de prédilection sont l’histoire de Bayonne et l’histoire des Landes : il écrit un grand nombre de monographies sur des « thèmes historiques, événements politiques. institutions, faits de la vie quotidienne, biographies » et des études archéologiques, sur la cathédrale Sainte-Marie de Bayonne notamment. L’arrière pays et la côte basque sont aussi le sujet de certains de ses articles. Il s’intéresse aussi au à la langue et à la littérature gasconne : il rédige « sept volumes pour celles des Landes, un pour celles de Bayonne », un dictionnaire gascon landais et plusieurs articles.

## Publications
Il est l’auteur de centaines d’articles et d’ouvrages sur l’histoire et la géographie du Pays basque et des Landes, dont :
- Dans Sud-Ouest européen :
  - « Le trafic du port de Bayonne en 1931 », Sud-Ouest européen,‎ 1932, p. 368-376 (lire en ligne).
  - « La pêche à Saint-Jean-de-Luz », Sud-Ouest européen,‎ 1933, p. 287-296 (lire en ligne).

- Bayonne, Hossegor, Chabas, 1933, 65 p. (BNF 34098467, lire en ligne).
- Saint-Jean-de-Luz, Hossegor, Chabas, 1933, 54 p. (BNF 34098479, lire en ligne).
- Bayonne sous l'ancien régime : lettres missives des rois et reines de France à la ville de Bayonne, Bayonne, Courrier, 1933 (BNF 34110980, lire en ligne).
- Autour du cacolet, Pau, Marrimpouey, 1949, 22 p. (BNF 34196063, lire en ligne).
- À travers le folklore du Sud-Ouest : Landes, Bayonne, Pays basque, Auch, Cocharaux, 1951, 252 p. (BNF 31986299, lire en ligne).
- Nouvelle contribution à l'histoire du béret, Mont-de-Marsan, Lacoste, 1951, 32 p. (BNF 31986354, lire en ligne).
- L'Hôtel de la Chambre de commerce : un chef-d'œuvre de l'architecture du XVIIIe siècle, Bayonne, Chambre de commerce, 1951 (BNF 33872528, lire en ligne).
- La vie landaise et bayonnaise de Frédéric Bastiat, 1801-1850, Dax, Pradeu, 1953, 39 p. (BNF 31986375, lire en ligne).
- Le Pays basque, Paris, Alpina, 1953, 63 p. (BNF 31986359, lire en ligne).
- Bayonne militaire : la citadelle et le Château Neuf, Mont-de-Marsan, Lacoste, 1956, 25 p. (BNF 31986307, lire en ligne).
- Le cloître de Bayonne, sa description et son histoire, Mont-de-Marsan, Lacoste, 1958, 42 p. (BNF 31986317, lire en ligne).
- Les Églises de Viellenave et d'Arancou (Basses-Pyrénées), au berceau des Gramont, Bayonne, Darracq, 1963, 41 p. (BNF 32972696, lire en ligne).
- Deux petits dictionnaires landais : petit dictionnaire géographique des Landes littéraires et origine des noms de lieux des communes landaises, Mont-de-Marsan, Lacoste, 1966, 55 p. (BNF 32972692, lire en ligne).
- Saint-Jean-Pied-de-Port en Basse-Navarre, l'histoire et l'archéologie, Mont-de-Marsan, Lacoste, 1966, 140 p. (BNF 32972709, lire en ligne).
- Sainte-Engrace en Soule, Bayonne, Ducrot, 1966, 32 p. (BNF 32972710, lire en ligne).
- Les croix de pierre sculptées du Pays basque français, Bayonne, Chez l’auteur, 1967, 40 p. (BNF 32972691, lire en ligne).
- Jean Duvergier de Hauranne, abbé de Saint-Cyran, bayonnais, Bayonne, Chez l’auteur, 1968, 78 p. (BNF 32972699, lire en ligne).
- Bayonne pittoresque : pages d'histoire et d'art, Bayonne, Chez l’auteur, 1969, 175 p. (BNF 32972687, lire en ligne).
- Saint Vincent de Xaintes, Pau, Marrimpouey, 1976, 42 p. (BNF 34630278, lire en ligne).

## Hommages
Une rue et un giratoire de Bayonne sont nommée « René-Cuzacq » en son hommage. L’ancienne mairie de Rion-des-Landes, transformée en salle de musique, porte le nom « salle René-Cuzacq ».